# Tjila
Tjila é uma vila e sede da comuna rural de Uateni, na circunscrição de Sicasso, na região de Sicasso.